# Kristian Zahrtmann

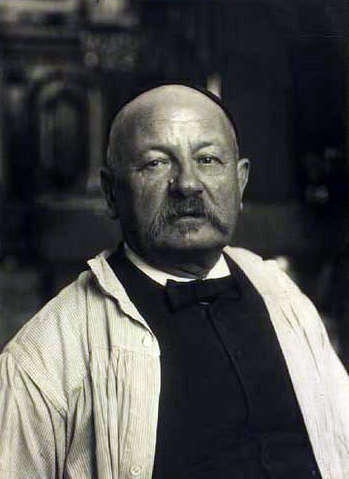
Kristian Zahrtmann

Peder Henrik Kristian Zahrtmann (dänische Aussprache: ['sɑːrdman]) (* 31. März 1843 in Rønne, Bornholm; † 22. Juni 1917 in Frederiksberg) war ein dänischer Maler.

## Leben

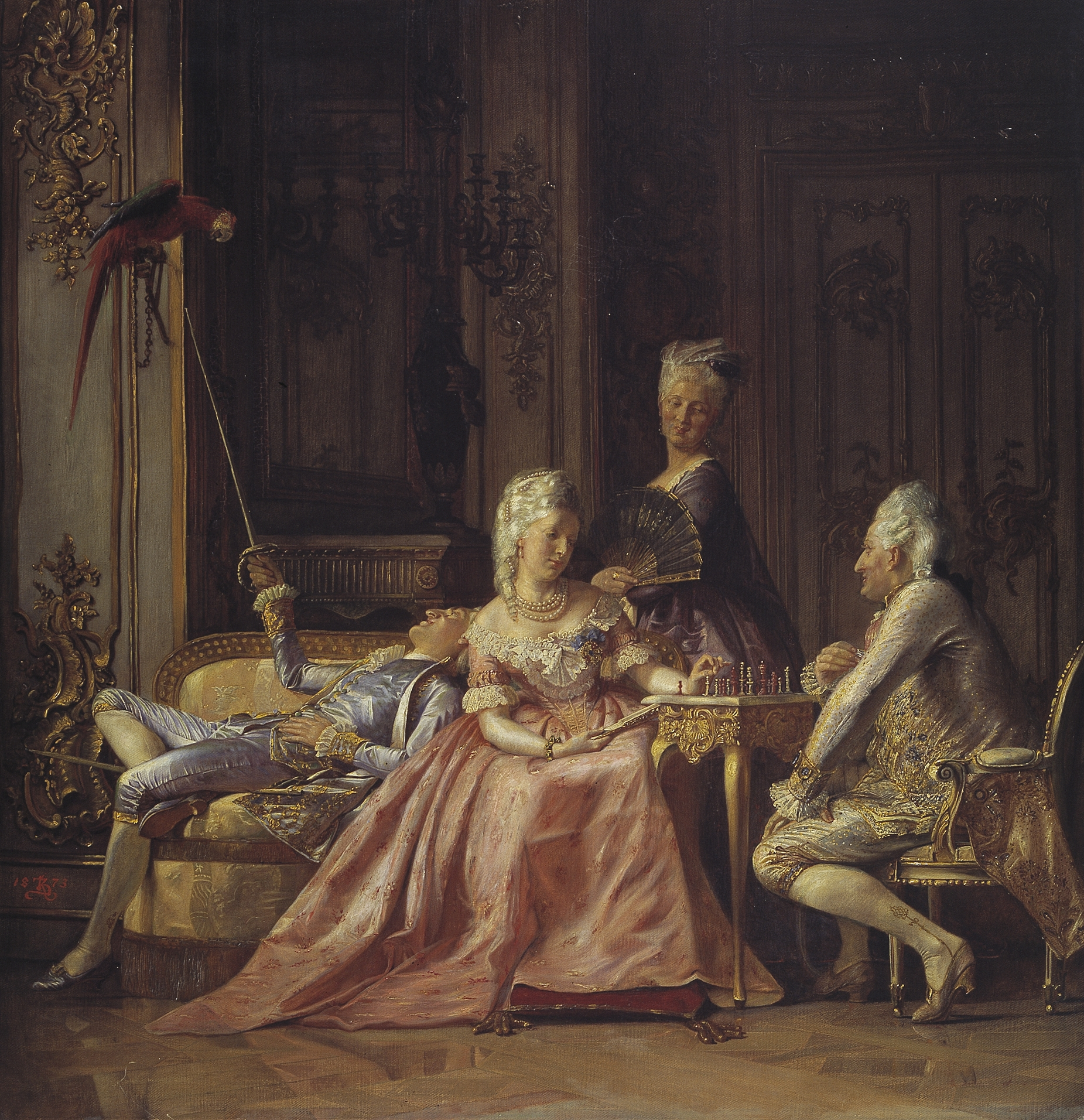
Kristian Zahrtmann: Szene vom Hof Christians VII. (1873). Die Königin Caroline Mathilde und ihr Liebhaber, der deutsche Arzt Struensee, spielen Schach, während der (schizophrene) König Christian VII. den Papagei mit seinem Degen neckt.

Zahrtmann wurde auf der Insel Bornholm als Sohn des Bezirksarztes Carl Vilhelm Zahrtmann (1810–1899) und der Laura Pouline, geb. Jespersen (1822–1918) geboren. Eines seiner acht Geschwister war der Ingenieur Hans Zahrtmann. Seine Cousine war die Oberin der dänischen Diakonissenstiftung in Kopenhagen, Sophie Zahrtmann. Er erwarb 1862 seinen Schulabschluss auf der Sorø Akademi. Anschließend besuchte er die Kunstakademie Kopenhagen (1864–1868). Dort waren seine wichtigsten Lehrer Vilhelm Marstrand, Jørgen Roed, Niels Simonsen und Frederik Vermehren. Seitdem arbeitete er als Maler in einem eigenen Atelier. Ein Stipendium der Kunstakademie ermöglichte ihm einen mehrjährigen Italienaufenthalt (1876–1878), den er v. a. in Rom, Siena, Amalfi und Saracinesco verbrachte. Zwischen 1883 und 1911 hielt sich Zahrtmann für 17 Sommer in Civita d’Antino in den Abruzzen auf, oft mit Schülern und Freunden, beispielsweise Johannes Wilhjelm. Seine Liebe zum Süden fand ihren Ausdruck in vielen italienischen Landschafts- und Genrebildern.
Die erst 1869 publizierte Autobiografie der Leonora Christina Ulfeldt (1621–1698), einer fast 22 Jahre lang inhaftierten dänischen Königstochter, weckte Zahrtmanns langjähriges Interesse an dieser Person. Szenen aus ihrem Leben stellte er in insgesamt 18 großformatigen Historiengemälden dar. Auch andere Frauengestalten aus der dänischen oder skandinavischen Geschichte wurden von Zahrtmann gemalt.
Von 1885 bis 1908 leitete Zahrtmann die Vorbereitungsklasse der 1882 von Laurits Tuxen und P.S. Krøyer gegründeten Kunstnernes Frie Studieskoler in Kopenhagen, später nach ihm kurz „Zahrtmanns Malerschule“ genannt. In bewusstem Gegensatz zur dänischen Kunstakademie gegründet, erhielten junge Maler hier eine alternative Ausbildung. 1917 starb Zahrtmann unverheiratet an den Folgen einer Blinddarmentzündung. Er wurde in einem Urnengrab auf dem Vestre Kirkegård (Kopenhagen) beigesetzt. Unter den von Zahrtmann erhaltenen Ehrungen sind u. a. Bronzemedaillen der Weltausstellungen in Paris 1889 und 1900 und die Ehrenbürgerschaft von Civita d’Antino 1902. Zu seinen Schülern gehören u. a. Fritz Syberg, Aage Bertelsen, Poul S. Christiansen, Johannes Larsen, Karl Isakson, Johannes Wilhjelm und Harald Giersing.

## Werk

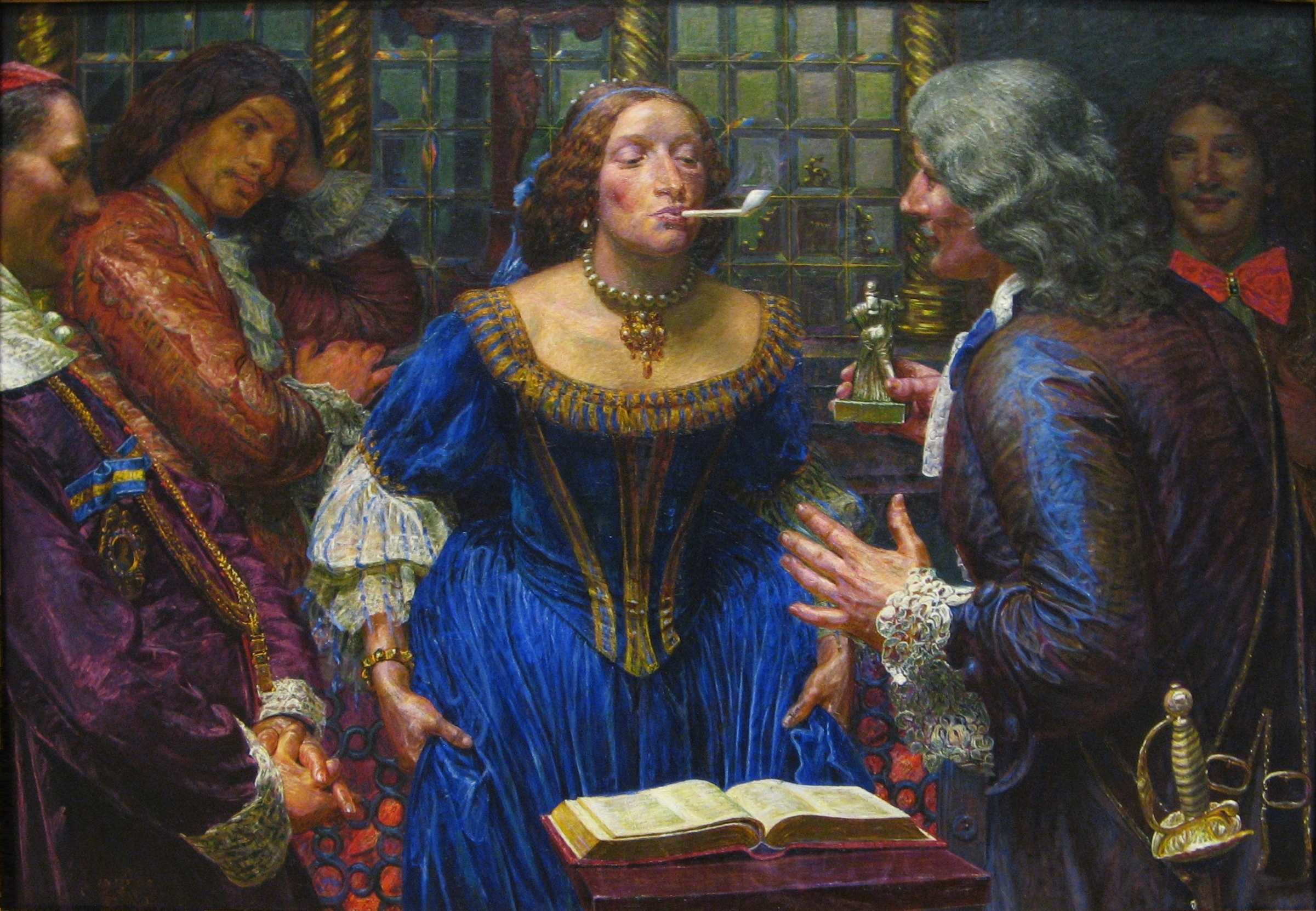
Kristian Zahrtmann: Königin Christina im Palazzo Corsini, 1908. Zahrtmann war von der doppeldeutigen Geschlechtsidentität der schwedischen Königin Christina, die auch Männerkleider trug, fasziniert. Im Bild unterstreicht die phallische Pfeife ihre Maskulinität. Die Synthese von männlicher Geistigkeit und weiblicher Körperlichkeit wird einerseits durch das aufgeschlagene Buch ausgedrückt, andererseits dadurch, dass die Königin ihr leuchtend blaues Kleid refft, um ihre Hinterpartie am Ofen zu wärmen.

Zahrtmann überwand die Traditionen der akademischen Malerei und des Goldenen Zeitalters der dänischen Kunst zugunsten des Naturalismus und Realismus. In der zunehmend kräftigen Kolorierung seiner Bilder näherte er sich bereits dem Expressionismus. Unter den dänischen Malern seiner Zeit stand er einzigartig da, weil er an der gegenständlichen und Historienmalerei auch dann noch festhielt, als diese Stile an Bedeutung verloren. In der zeitgenössischen Kritik stieß er deshalb auf geteiltes Echo, was sich auch darin widerspiegelt, dass sich viele wichtige Werke Zahrtmanns bis heute in Privatbesitz befinden. Dies betrifft besonders seine späten Bilder männlicher Gestalten aus der griechischen Mythologie und Geschichte (Prometheus, 1904; Sokrates, 1907; Alkibiades, 1911), die einen homoerotischen Beiklang haben. Heute gilt er als einer der bedeutendsten dänischen Künstler in der zweiten Hälfte des 19. Jahrhunderts.
Zahrtmann war auch ein begabter Autor, was sich an seinen gedruckten Lebenserinnerungen zeigt (in mehreren Teilen publiziert im Tilskueren, 1908–1918) ebenso wie an seinem Briefwechsel, der von seinem Freund F. Hendriksen herausgegeben wurde (En Mindebog, 1919).

## Werkliste (Auswahl)

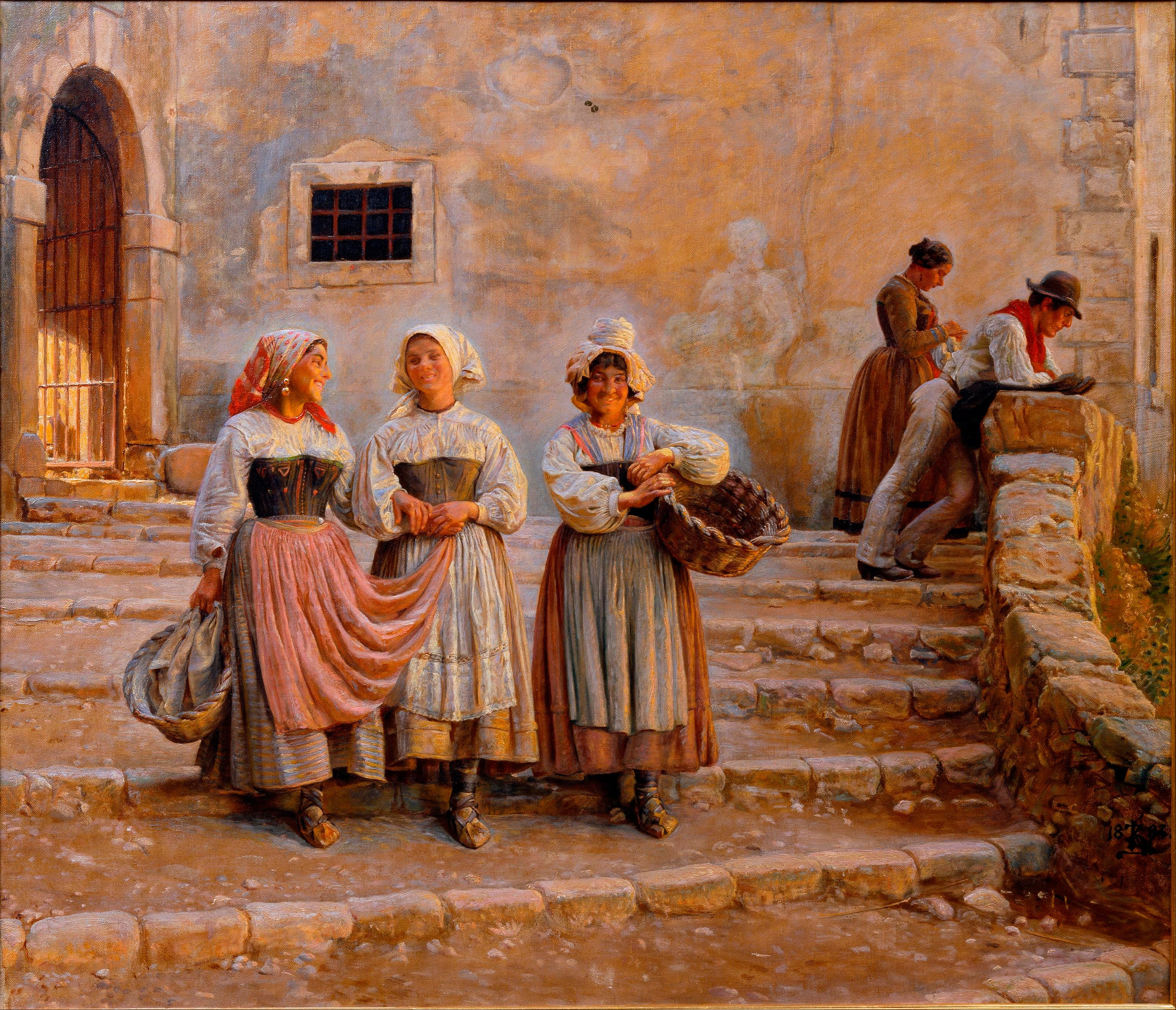
Kristian Zahrtmann: Junge Frauen tragen Limonenkörbe, 1883. Beispiel eines seiner italienischen Genrebilder aus seinem ersten Sommer in Civita d’Antino.

- Scene fra Christian VII’s Hof (Szene vom Hof Christians VII.), (1873), Den Hirschsprungske Samling, Kopenhagen
- Leonora Christina i Fængselet (Leonora Christina im Gefängnis) (1875), Den Hirschsprungske Samling, Kopenhagen
- Dronning Sofie Amalies død (Der Tod der Königin Sofie Amalie) (1882), zwei Fassungen: Statens Museum for Kunst und Den Hirschsprungske Samling, Kopenhagen
- Studenter drager ud til Københavns forsvar 1658 (Studenten ziehen 1658 zur Verteidigung von Kopenhagen aus) (1888), Den Hirschsprungske Samling, Kopenhagen
- Det mystiske bryllup mellem biskoppen og abbedissen af Pistoja fejres uden for S. Pietro år 1500 (Die mystische Hochzeit zwischen dem Bischof und der Äbtissin von Pistoia wird im Jahr 1500 außerhalb von St. Peter gefeiert) (1894), Bornholms Kunstmuseum, Gudhjem
- Havnen ved Portofino (Der Hafen bei Portofino) (1900), Fyns Kunstmuseum, Odense
- Dronning Christina i Palazzo Corsini (Königin Christina im Palazzo Corsini) (1908), Statens Museum for Kunst, Kopenhagen
- Adam i Paradis (Adam im Paradies) (1914), Privatbesitz